# Stary Cmentarz w Łodzi

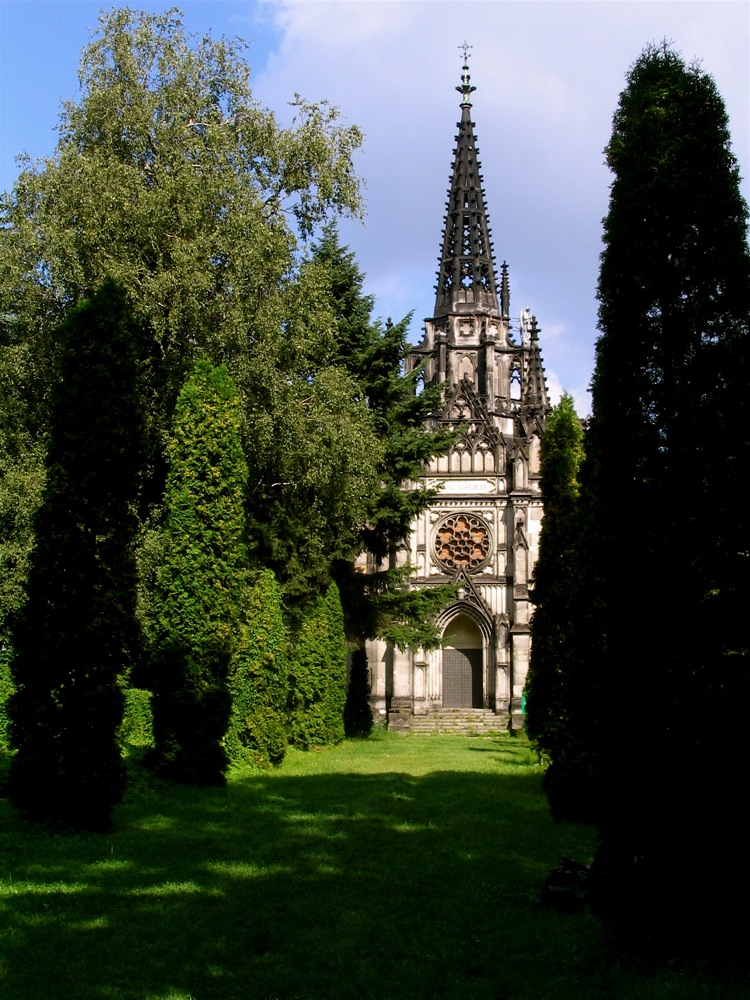
Kaplica rodziny Scheiblerów

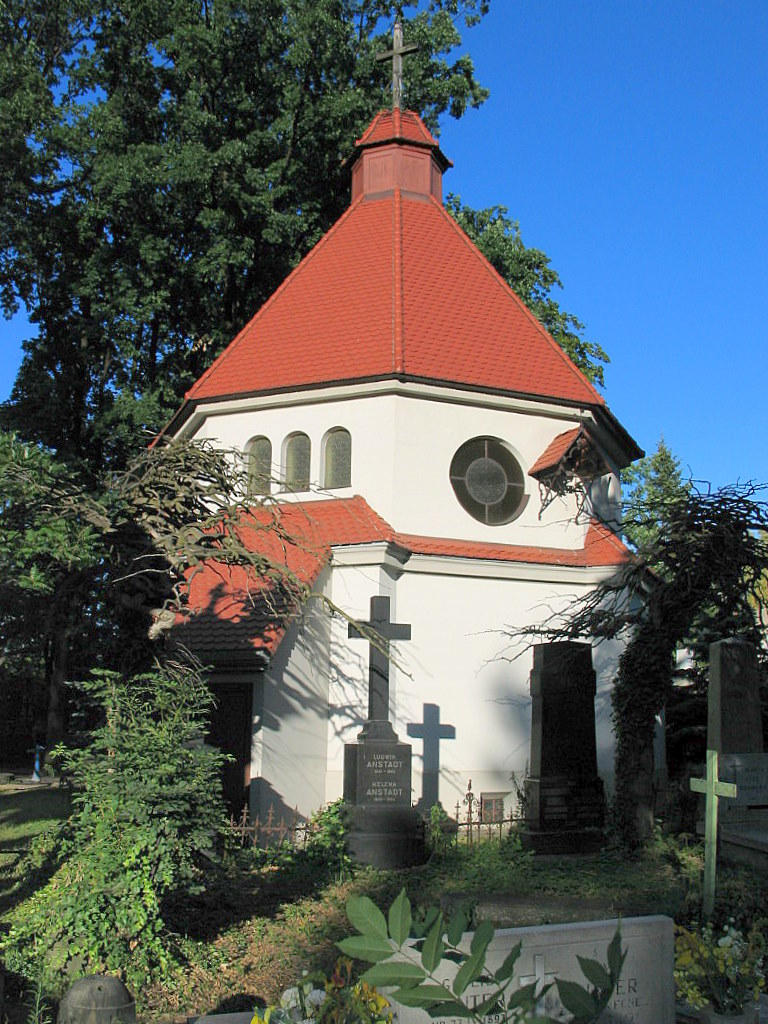
Ewangelicka kapliczka

Stary Cmentarz w Łodzi – główny,  zabytkowy kompleks łódzkich nekropolii, założony w 1855, przy zbiegu ulic Ogrodowej i Srebrzyńskiej. Cmentarz jest chrześcijański i trójwyznaniowy, podzielony na część katolicką (11 ha), ewangelicką (9 ha) i prawosławną (niespełna 1 ha). W 2015 kompleks został uznany pomnikiem historii.
Nekropolia jest miejscem spoczynku dla wielu słynnych postaci, związanych zarówno z Łodzią, jak i Rzeczpospolitą. Spośród zabudowy wyróżnia się m.in. neorenesansowa kaplica grobowa rodu Heinzlów – znajdująca się w części katolickiej, jak również neogotycka kaplica rodziny Scheiblerów – w części ewangelickiej. Obiekt ten jest także najokazalszym zabytkiem cmentarza, stanowiącym perłę światowej architektury, będący mauzoleum wystawionym w latach 1885–1888, według projektu Edwarda Lilpopa i Józefa Piusa Dziekońskiego.

## Nekropolia w czasach współczesnych
Od 1995, cyklicznie 1 listopada, prowadzona jest kwesta na rzecz ratowania zabytków Cmentarza. Od tej pory uratowano i odnowiono już kilkadziesiąt obiektów cmentarza. Inicjatorem tej akcji był Wojciech Słodkowski (dziennikarz łódzkiej telewizji), który prowadził ją co roku do 2012. Zbiórkę teraz organizuje, po swoim powstaniu w 1999 Towarzystwo Opieki nad Starym Cmentarzem, któremu od początku przewodniczył nieżyjący już Stanisław Łukawski (nestor łódzkich przewodników).
W roku 2009 powstał film dokumentalny Nekropolis. Łódzkie trójprzymierze cieni w reżyserii Andrzeja B. Czuldy o Cmentarzu Starym, historii Łodzi i najwybitniejszych postaciach tworzących to miasto w okresie fabrykanckim, a pochowane na tej trójwyznaniowej nekropolii.

## Grobowce
Znajdują się tu mauzolea łódzkich rodów fabrykanckich – Grohmanów, Geyerów, Kunitzerów, Kindermannów czy wcześniej wspomnianych Scheiblerów. Nad częścią katolicką dominuje neorenesansowe mauzoleum rodziny Heinzlów, wzniesione w latach 1899–1904 według projektu berlińskiego architekta Franciszka Schwechtena, w której jako pierwszy spoczął Juliusz Heinzel. W prawosławnej części nekropolii pochowani są przede wszystkim rosyjscy urzędnicy carscy i żołnierze. Znajduje się tam mauzoleum Gojżewskich. W sumie ponad 200 grobowców Starego Cmentarza w Łodzi wpisanych jest do rejestru zabytków.

### Groby na Starym Cmentarzu (m.in.)
- Grobowiec Ernsta Leonhardta
- Grób małego dziecka śpiącego na poduszce
- Grób rodziny Heiman-Jareckich
- Grobowiec Ludwika Grohmana
- Kaplica Heinzlów
- Kaplica rodziny Scheiblerów
- Mauzoleum Gojżewskich
- Pomnik Sophie Biedermann
- zbiorowa mogiła harcerek z 15 ŁDH, które utonęły 18 lipca 1948 na jeziorze Gardno[6]